# Versões do Dicionário Aurélio da Língua Portuguesa

Capa da 5.ª e atual edição do dicionário

Esta é uma lista de versões do Dicionário Aurélio da Língua Portuguesa, dicionário elaborado e organizado pelo filólogo brasileiro Aurélio Buarque de Holanda Ferreira. Desde seu lançamento, o dicionário principal já teve cinco edições. Foram também feitas versões eletrônicas, infantis e reduzidas. No total, somam-se 41 registros de ISBN (catálogo internacional de livros) catalogados pela Agência Brasileira do ISBN, subordinada à Biblioteca Nacional.
| ISBN              | Título                                                          |
| ----------------- | --------------------------------------------------------------- |
| 978-85-385-4198-1 | Dicionário Aurélio da Língua Portuguesa                         |
| 978-85-385-2824-1 | Novo Dicionário Aurélio da Língua Portuguesa                    |
| 978-85-385-2825-8 | Novo Dicionário Aurélio da Língua Portuguesa                    |
| 85-7472-411-4     | Novo Dicionário Aurélio da Língua Portuguesa                    |
| 85-209-0411-4     | Novo Dicionário Aurélio da Língua Portuguesa                    |
| 85-7472-414-9     | Novo Dicionário Aurélio da Língua Portuguesa                    |
| 978-85-385-0766-6 | Aurélio: o Dicionário da Língua Portuguesa                      |
| 85-209-1010-6     | Novo Aurélio Século XXI: o Dicionário da Língua Portuguesa      |
| 85-209-1022-x     | Novo Aurélio Século XXI: o Dicionário da Língua Portuguesa      |
| 85-209-0462-9     | Dicionário Aurélio Eletrônico                                   |
| 85-209-0556-0     | Dicionário Aurélio Eletrônico (versão básica)                   |
| 85-209-0524-2     | Dicionário Aurélio Eletrônico (Windows)                         |
| 85-209-0770-9     | Dicionário Eletrônico Aurélio 2.0 (CD-ROM)                      |
| 85-209-0769-5     | Dicionário Eletrônico Aurélio 2.0 (disquete)                    |
| 85-209-0771-7     | Dicionário Eletrônico Aurélio Básico 2.0 (CD-ROM)               |
| 85-209-0772-5     | Dicionário Eletrônico Aurélio Básico 20 (disquete)              |
| 85-86368-08-3     | Dicionário Eletrônico Aurélio integral                          |
| 85-86368-09-1     | Dicionário Eletrônico Aurélio Século XXI - versão 3.0           |
| 85-86368-10-5     | Dicionário Eletrônico Aurélio Século XXI - versão macintosh 1.0 |
| 978-85-7472-837-7 | Dicionário Aurélio Ilustrado                                    |
| 978-85-385-4935-2 | Dicionário Aurélio: edição especial, letras do nordeste         |
| 978-85-385-5962-7 | Dicionário Aurélio Ilustrado                                    |
| 85-85296-15-1     | MiniAurélio: O Minidicionário da Língua Portuguesa              |
| 85-7472-416-5     | MiniAurélio                                                     |
| 85-7472-561-7     | MiniAurélio (com CD)                                            |
| 978-85-7472-959-6 | MiniAurélio: Dicionário da Língua Portuguesa                    |
| 978-85-7472-960-2 | MiniAurélio: Dicionário da Língua Portuguesa (com CD)           |
| 85-209-1104-8     | MiniAurélio                                                     |
| 85-209-1213-3     | MiniAurélio Século XXI: escolar                                 |
| 85-342-0277-x     | MiniDicionário Aurélio                                          |
| 978-85-385-4240-7 | MiniAurélio: o Dicionário da Língua Portuguesa (sem CD)         |
| 978-85-385-4239-1 | MiniAurélio: o Dicionário da Língua Portuguesa (com CD)         |
| 85-209-0826-8     | Dicionário Aurélio Básico da Língua Portuguesa                  |
| 85-209-1114-5     | Dicionário Escolar: Aurélio Século XXI                          |
| 978-85-385-4735-8 | Aurélio Júnior: Dicionário Escolar da Língua Portuguesa         |
| 85-209-0167-0     | Dicionário Aurélio Infantil da Língua Portuguesa (ilustrado)    |
| 85-7472-294-4     | Aurélio: Dicionário Infantil Ilustrado da Língua Portuguesa     |
| 85-7472-298-7     | Aurélio Júnior: Dicionário Escolar da Língua Portuguesa         |
| 85-209-1544-2     | Dicionário Aurélio com a Turma da Mônica                        |
| 85-209-1559-0     | Dicionário Aurélio com a Turma da Mônica                        |
| 978-85-385-4731-0 | O Aurélio com a Turma da Mônica: o mundo das palavras em cores  |